# Druksterkte

Compressie resulteert in vervorming die het object verkort, maar ook naar buiten toe uitzet.

De druksterkte is de mate waarin een materiaal weerstand kan bieden aan drukkrachten. Sommige materialen zullen op de druksterkte bros breken, waar andere plastisch vervormen tot breuk. 
Druksterkte wordt uitgedrukt als kracht gedeeld door oppervlakte (newton/mm²).